# Zlatá Tretra 2024
Zlatá Tretra 2024 – 63. edycja międzynarodowego mityngu lekkoatletycznego, który odbył się 28 maja 2024 roku na Stadionie Miejskim w Ostrawie. Zawody były zaliczane do cyklu World Athletics Continental Tour Gold w sezonie 2024.

## Wyniki
| WL – najlepszy wynik na listach światowych w sezonie \| AR – rekord kontynentu \| NR – rekord kraju \| PB – rekord życiowy \| SB – najlepszy wynik w sezonie \| MR – rekord mityngu |

### Mężczyźni
| Konkurencja                | 1. miejsce                      | Rezultat   | 2. miejsce        | Rezultat   | 3. miejsce                  | Rezultat                     |
| Bieg na 100 m              | Andre De Grasse                 | 10,10 SB   | Ryiem Forde       | 10,17      | Marcell Jacobs Jerome Blake | 10,19 (,185) 10,19 (,185) SB |
| Bieg na 200 m              | Andre De Grasse                 | 20,09 SB   | Andrew Hudson     | 20,56      | Nethaneel Mitchell-Blake    | 20,63                        |
| Bieg na 400 m              | Steven Gardiner                 | 44,39 SB   | Alexander Doom    | 44,44 PB   | Sean Bailey                 | 44,93 SB                     |
| Bieg na 800 m              | Djamel Sejati                   | 1:43,51 WL | Gabriel Tual      | 1:45,79    | Andreas Kramer              | 1:45,85                      |
| Bieg na 1500 m             | Federico Riva                   | 3:33,53 PB | Raphael Pallitsch | 3:33,59 NR | Luke McCann                 | 3:34,32 PB                   |
| Bieg na 400 m przez płotki | Alessandro Sibilio              | 48,25 EL   | Matic Ian Guček   | 48,37 NR   | Ismail Abakar               | 48,76                        |
| Skok wzwyż                 | Shelby McEwen Norbert Kobielski | 2,24       | –                 | –          | Ołeh Doroszczuk             | 2,20                         |
| Skok o tyczce              | Armand Duplantis                | 6,00       | Ethan Cormont     | 5,62       | Ben Broeders David Holý     | 5,62 5,62 =PB                |
| Pchnięcie kulą             | Leonardo Fabbri                 | 22,40      | Jordan Geist      | 22,09 PB   | Chukwuebuka Enekwewchi      | 21,34                        |
| Rzut oszczepem             | Julian Weber                    | 87,26      | Jakub Vadlejch    | 86,08      | Anderson Peters             | 78,60                        |

### Kobiety
| Konkurencja                | 1. miejsce        | Rezultat   | 2. miejsce           | Rezultat    | 3. miejsce          | Rezultat   |
| Bieg na 100 m              | Ewa Swoboda       | 11,05 SB   | Gina Bass            | 11,14       | Zaynab Dosso        | 11,18      |
| Bieg na 400 m              | Natalia Kaczmarek | 50,09 SB   | Lurdes Gloria Manuel | 50,59 NU20R | Andrea Miklós       | 50,76 SB   |
| Bieg na 1500 m             | Ciara Mageean     | 4:01,98 SB | Sarah Healy          | 4:02,12 SB  | Revee Walcott-Nolan | 4:02,42 PB |
| Bieg na 100 m przez płotki | Ditaji Kambundji  | 12,68      | Pia Skrzyszowska     | 12,71       | Nadine Visser       | 12,96      |
| Bieg na 400 m przez płotki | Cathelijn Peeters | 54,31 PB   | Lina Nielsen         | 54,81       | Nikoleta Jíchová    | 55,20 SB   |
| Skok o tyczce              | Molly Caudery     | 4,84 MR    | Katerina Stefanidi   | 4,64 =SB    | Amálie Švábíková    | 4,54       |
| Rzut oszczepem             | Haruka Kitaguchi  | 60,47      | Petra Sicaková       | 60,42       | Adriana Vilagoš     | 60,21      |

## Rekordy
Podczas mityngu ustanowiono 2 krajowe rekordy w kategorii seniorów:
| Zawodnik          | Reprezentacja | Konkurencja                | Rezultat |
| ----------------- | ------------- | -------------------------- | -------- |
| Raphael Pallitsch | Austria       | bieg na 1500 m             | 3:33,59  |
| Matic Ian Guček   | Słowenia      | bieg na 400 m przez płotki | 48,37    |